# Noyau d'abricot
Pour un article plus général, voir Abricot.

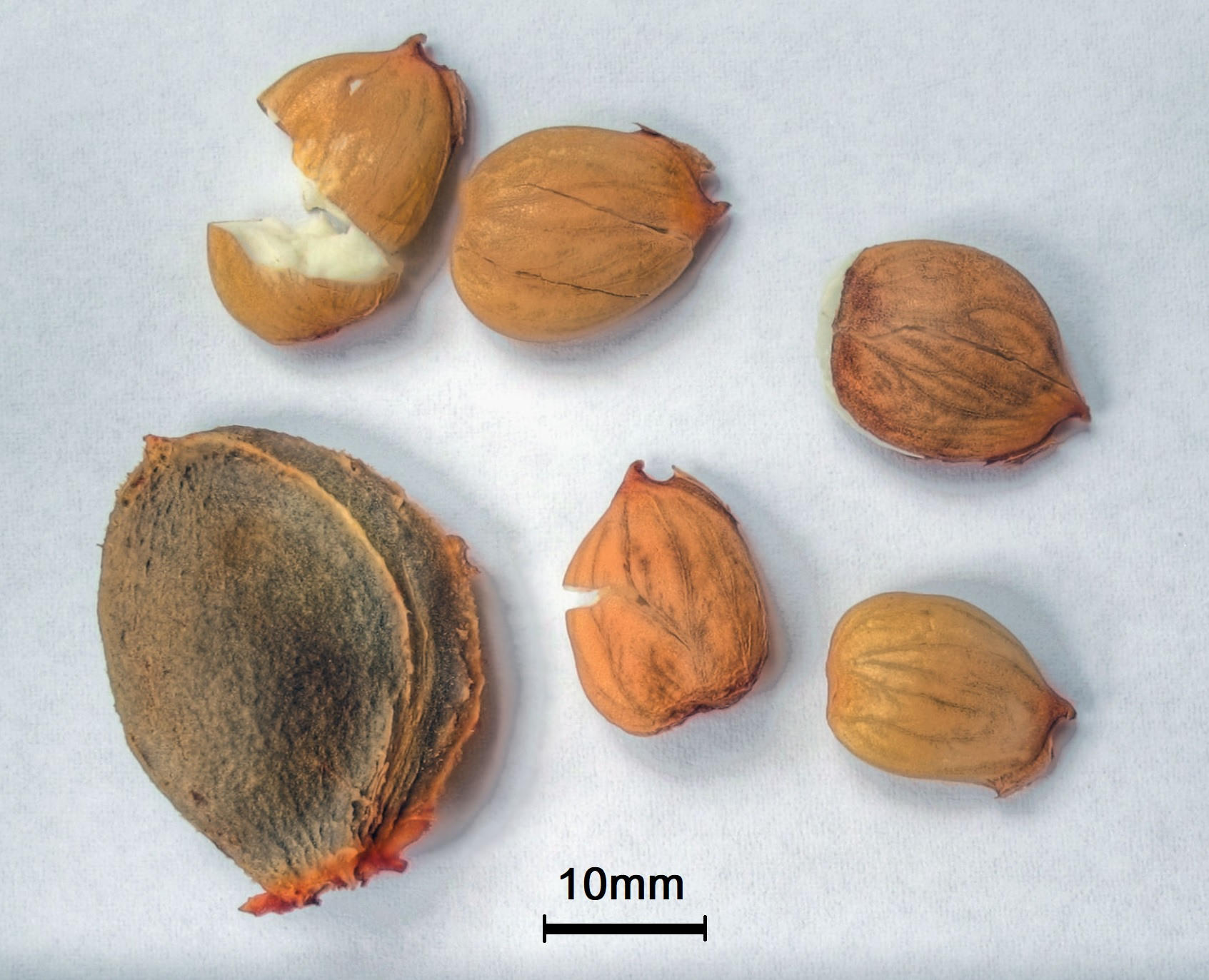
Noyau d'abricot et graines contenues dans des noyaux.

Le noyau d'abricot est le noyau dur contenu dans un abricot. Il est constitué de l'endocarpe lignifié qui est une partie du fruit botanique ou drupe, la chair comestible de l'abricot étant constituée par le mésocarpe et l'épicarpe. Le noyau contient la graine ou « amande »,.

## Toxicité
Il existe deux types d'amandes d'abricots, les amandes amères et les amandes douces. Les amandes d'abricots amères contiennent un composé nommé amygdaline, un hétéroside toxique qui peut libérer du cyanure lorsqu'elle est ingérée. L'organisme humain détoxifie les petites quantités de cyanure, mais de fortes doses peuvent se révéler fatales. Au contraire, les amandes d'abricots douces et la chair de ceux-ci ne présentent aucun risque d'effets indésirables pour la santé causés par l'exposition au cyanure, car ils ne contiennent qu'une faible concentration d'amygdaline, à des concentrations variables suivant les cultivars.
Selon l'Autorité européenne de sécurité des aliments, les adultes pourraient consommer une grande amande amère ou trois petites amandes d’abricot amères (370 mg), sans dépasser la dose aiguë de référence. Pour les jeunes enfants, la quantité indiquée serait de 60 mg, ce qui correspond à environ la moitié d'une petite amande. L'Agence nationale de sécurité sanitaire de l'alimentation, de l'environnement et du travail française (ANSES) met en garde contre les vendeurs d'amandes qui prétendent qu'une consommation élevée permet de lutter contre le cancer, alors qu'il n'existe aucune preuve en ce sens. Des cas d'intoxication causant vertiges, malaises, céphalées, troubles digestifs, palpitations cardiaques, ou gêne respiratoire, sont en revanche régulièrement rapportés.

## Utilisation alimentaire
Les amandes de certains abricots cultivés en Asie centrale et autour de la Méditerranée sont suffisamment peu amères pour remplacer les véritables amandes. La liqueur italienne amaretto et les biscuits amaretti, ainsi que le Noyau de Poissy sont aromatisés d'extraits de graines d'abricot et d'amande. L'huile végétale obtenue des noyaux pressés était utilisée comme huile alimentaire.

## Utilisation médicinale
Les noyaux de Prunus armeniaca L. var. ansu Maximowicz (chinois : 有苦杏仁), ainsi que d'autres Prunus armeniaca (chinois : 北杏仁 chinois : 光杏仁), sont par contre utilisés en médecine traditionnelle chinoise. Ils sont cités dans le « Shennong bencao jing » (-2800) et dans le « Bencao gangmu » (1593) pour leur vertus médicinales.

## Autre utilisation
Dans certaines régions les enfants fabriquent des sifflets à partir de noyaux d'abricot. Il suffit de percer le noyau par abrasion en le frottant patiemment sur une pierre ou sur un mur, puis de l'évider de son amande. Ce sifflet peut servir d'appeau pour les alouettes.